# Catillopecten
Catillopecten is een geslacht van tweekleppigen uit de  familie van de Propeamussiidae.

## Soorten
- Catillopecten eucymatus (Dall, 1898)
- Catillopecten graui (Knudsen, 1970)
- Catillopecten knudseni (Bernard, 1978)
- Catillopecten murrayi (E. A. Smith, 1885)
- Catillopecten squamiformis (Bernard, 1978)
- Catillopecten tasmani Dijkstra & Marshall, 2008
- Catillopecten translucens (Dautzenberg & Bavay, 1912)
- Catillopecten vulcani (Schein-Fatton, 1985)